# Noctic
Noctic es una localidad del municipio de Larráinzar ubicado en la región de Los Altos del estado mexicano de Chiapas.

## Geografía
La localidad de Noctic se sitúa en las coordenadas geográficas 16°55′13″N 92°48′24″O / 16.920278, -92.806667, a una elevación de 2,027 metros sobre el nivel del mar.

## Demografía
Según el Censo de Población y Vivienda 2020, efectuado por el Instituto Nacional de Estadística y Geografía, la localidad de Noctic tiene 238 habitantes, de los cuales 125 son del sexo masculino y 113 del sexo femenino. Su tasa de fecundidad es de 3.28 hijos por mujer y tiene 46 viviendas particulares habitadas.
| Gráfica de evolución demográfica de Noctic entre 1995 y 2020 |
|                                                              |
| INEGI.                                                       |